# ثقوب الإكليل
الثقوب الإكليلية أو الثقوب التاجية هي المناطق التي تكون فيها أشعة الشمس أكثر برودة، وبالتالي أكثر قتامه، ولها بلازما أقل كثافة من المتوسط بسبب انخفاض مستويات الطاقة والغاز، الثقوب التاجية هي جزء من كورونا الشمس وتتغير باستمرار وتغير شكلها لأن الهالة ليست موجوده. تحتوي الشمس على حقول مغناطيسية تنفصل عن مناطق في الإكليل تكون نحيفة جدًا نظرًا لانخفاض مستويات الطاقة والغاز، مما يؤدي إلى ظهور الثقوب الإكليلية عندما لا تتراجع. وهكذا، تنجو الجزيئات الشمسية بمعدل كبير بما يكفي لخلق كثافة أقل ودرجة حرارة أقل في تلك المنطقة.